# Остров Петра I
О́стров Петра́ I (о́стров Петра́ Пе́рвого) — необитаемый остров в антарктической части Тихого океана, в море Беллинсгаузена, в 400 км от побережья Антарктиды, в районе, прилегающем к Земле Александра I.
Норвегия претендует на остров и считает его своей зависимой территорией. Однако он расположен южнее 60° южной широты — в области, в которой территориальные претензии не признаются большинством государств.

## География

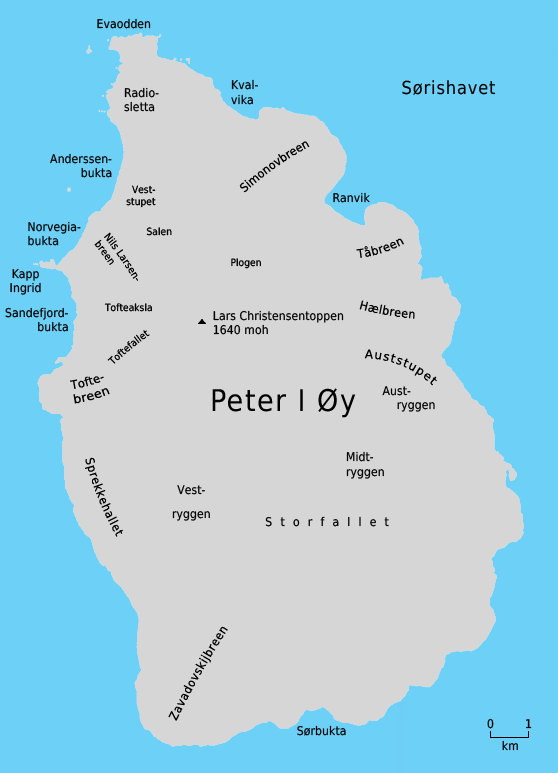

Размеры острова — 19 км в длину и 11 км в ширину, его площадь — 156 км². Беллинсгаузен описывал остров длиной в 9,5 миль и шириной в 4 мили. Наивысшая точка (пик Ларса Кристенсена) достигает 1640 м над уровнем моря — это вершина вулканического массива, из которого состоит остров. Он почти полностью (на 95 %) покрыт льдом, лишь на некоторых участках побережья есть небольшие каменистые полосы суши. Имеется только три места, где возможна высадка с лодки на берег.

## История
Остров открыт 11 января (ст. стиля) 1821 года российской экспедицией под командованием Ф. Ф. Беллинсгаузена и М. П. Лазарева и назван в честь создателя российского флота — императора Петра I. Из-за сплошного льда, покрывавшего море, судам экспедиции не удалось приблизиться к острову ближе, чем на 14 морских миль (26 км), поэтому высадиться не удалось.

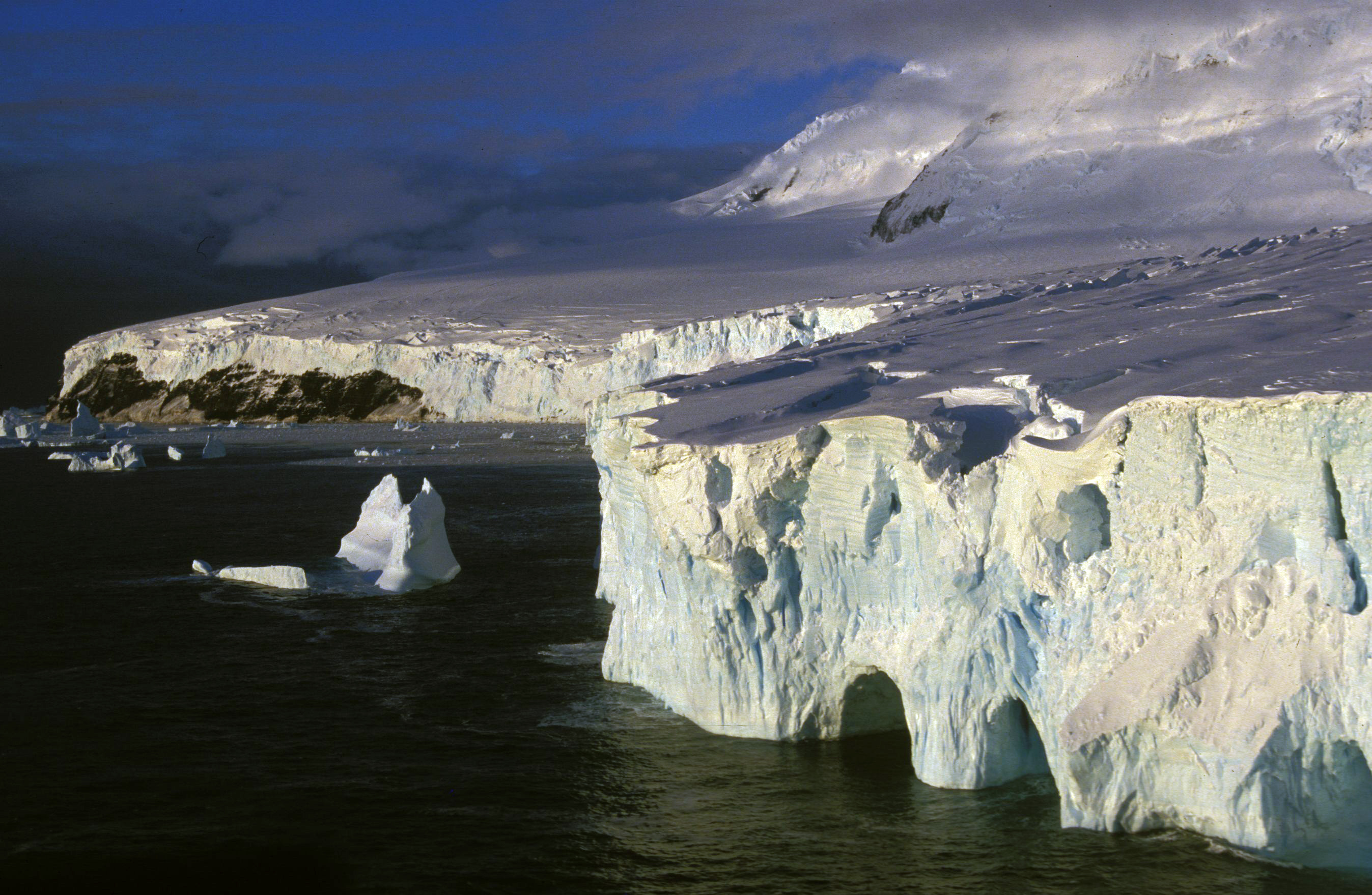
Побережье острова Петра I

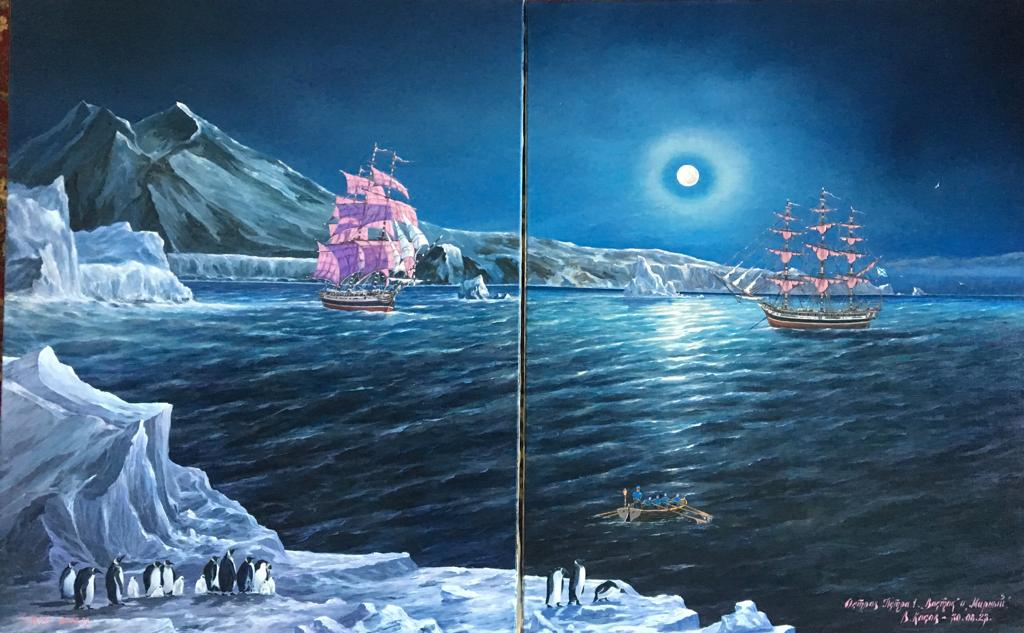
Диптих. Восток и Мирный. Остров Петра I. 11.01.1821 г. Первая русская антарктическая экспедиция.

Норвежская экспедиция на корабле «Одд I» под руководством Эйвинда Тофте (1926—1927), финансируемая норвежским китобойным предпринимателем Ларсом Кристенсеном, не смогла достичь берега. В январе 1927 года в южной части мыса Ингрид на западном побережье острова Петра I капитан Тофте и второй помощник капитана в безуспешной попытке высадиться на острове открыли морскую пещеру, назвав её Сесил. Пещера стала первой открытой в Антарктиде.
Люди впервые ступили на остров Петра I лишь через 108 лет после его открытия: 2 февраля 1929 года на остров высадились участники норвежской полярной экспедиции на судне «Норвегия». Они установили норвежский флаг и провозгласили принадлежность острова Норвегии. В 1931 году эту претензию подтвердил норвежский парламент.